# 建业路站 (厦门市)

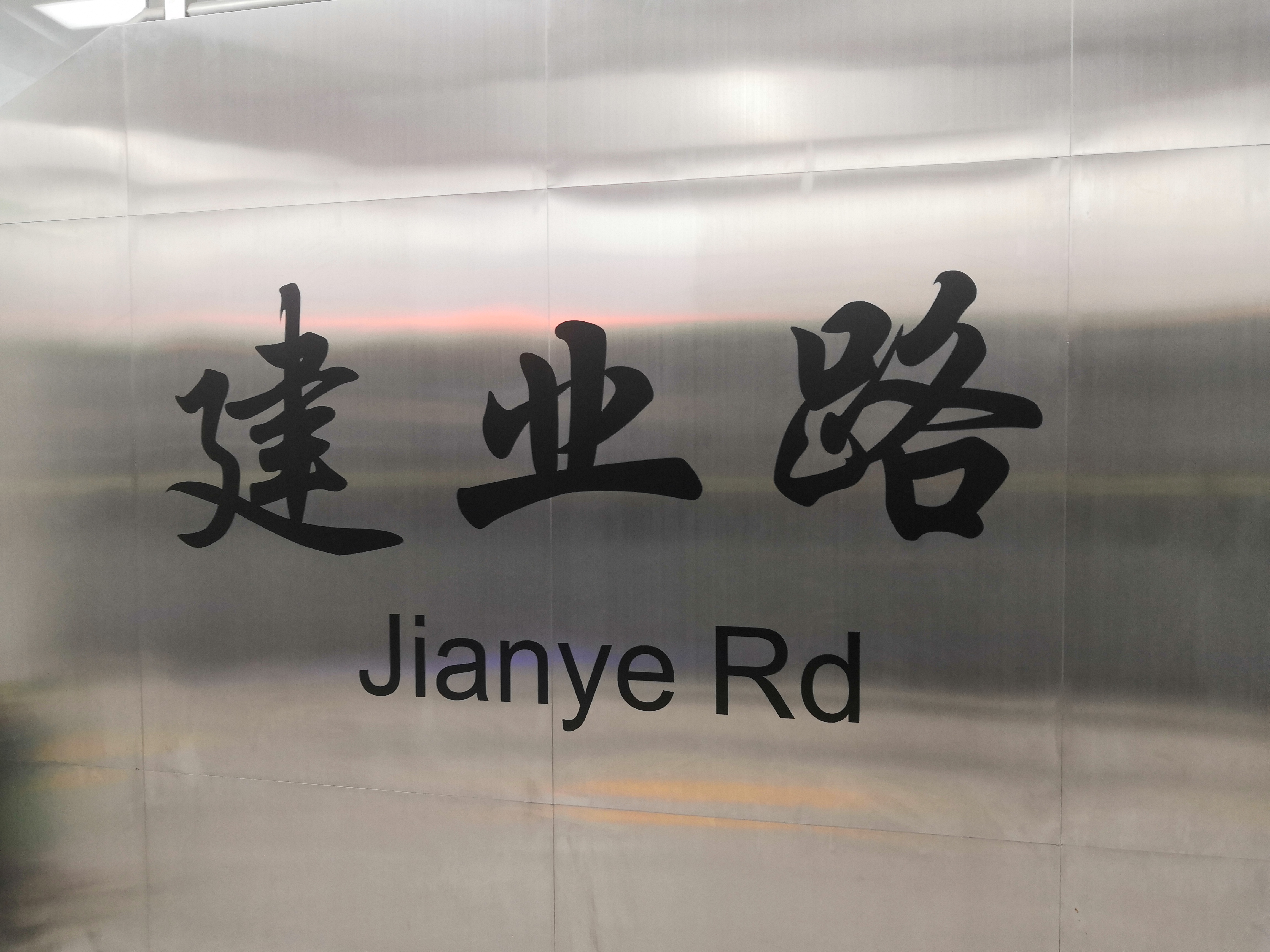
建业路站站牌

建业路站（廈門話：/kiɛn˥˧ ɡiap̚˥ lɔ˧˧/）位于中华人民共和国福建省厦门市思明区湖滨北路地下，是厦门轨道交通2号线的地铁车站，于2019年12月25日开通运营。